# تران كونغ منه
تران كونغ منه (بالفيتنامية: Trần Công Minh)‏ هو لاعب كرة قدم فيتنامي في مركز الوسط، ولد في 1999 في كاو لان ‏ في فيتنام. لعب مع Dong Thap FC ‏.